# Bas của Bithynia
Bas (trong tiếng Hy Lạp Bας; (sống khoảng từ năm 397 TCN - năm 326 TCN, cai trị từ năm 376 TCN - 326 TCN), là vị vua cai trị độc lập đầu tiên của Bithynia, triều đại của ông kéo dài 50 năm, từ năm 376- năm 326 TCN, khi ông qua đời ở tuổi 71. Ông đã lên kế vị người cha của mình là Boteiras, và sau này con trai ông đã lên kế vị với tên gọi là Zipoetes I. Dưới triều đại của mình, ông đã đánh bại Calas, một vị tướng của Alexandros Đại đế, và duy trì sự độc lập của Bithynia.